# 南川附地菜
南川附地菜（学名：Trigonotis laxa）为紫草科附地菜属的植物，为中国的特有植物。分布在中国大陆的四川等地，生长于海拔1,500米至2,700米的地区，多生长于山地灌丛、林缘及溪谷潮湿地。

## 变种
- 西畴附地菜（学名：Trigonotis laxa var. xichougensis）是紫草科附地菜属南川附地菜的变种，为中国的特有植物。分布于中国大陆的云南等地，生长于海拔1,600米的地区，一般生长在常绿阔叶林下和潮湿的沟谷中。
- 硬毛附地菜（学名：Trigonotis laxa var. hirsuta）为紫草科附地菜属南川附地菜的变种，是中国的特有植物。分布于中国大陆的江西、贵州、湖南等地，生长于海拔560米至1,600米的地区，常生于林缘、林中、溪谷水边、山地灌丛和山野路旁。